# Mount Cooper (Mac-Robertson-Land)
Mount Cooper ist ein 1524 m hoher Berg mit einem kleinen, kegelförmigen Gipfel im ostantarktischen Mac-Robertson-Land. In den Prince Charles Mountains ragt er am östlichen Ende des White-Massivs an der Nordflanke des Nemesis-Gletschers auf. 
Die vom australischen Bergsteiger William Gordon Bewsher (1924–2012) geführte Südgruppe im Rahmen der von 1955 bis 1956 dauernden Kampagne der Australian National Antarctic Research Expeditions besuchte ihn als Erste im Dezember 1956. Das Antarctic Names Committee of Australia benannte ihn am 22. Juli 1957 nach Noel Munro Cooper (* 1933), einem Teilnehmer an der Forschungsreise.